# Polystil
Polystil Indústria e Comércio war ein brasilianischer Hersteller von Automobilen.

## Unternehmensgeschichte
Wladimir Martins, der auch Woody Veículos betrieb, gründete 1978 das Unternehmen in Rio de Janeiro zur Produktion von Automobilen. Der Markenname lautete WMV. 1986 endete die Produktion. Py Motors setzte die Fertigung eines Modells unter eigenem Markennamen fort.

## Fahrzeuge
Das erste Modell WMV war ein zweisitziges Coupé mit Schrägheck, das einem Maserati von 1975 ähnelte. Auf ein ungekürztes Fahrgestell vom VW Brasília wurde eine Karosserie aus Fiberglas montiert. Sie war nur 115 cm hoch. Auffallend waren die Klappscheinwerfer. Die Rückleuchten stammten vom Ford Maverick. Ein luftgekühlter Vierzylinder-Boxermotor im Heck trieb die Hinterräder an.
1982 folgte der WM II. Das Fahrwerk war überarbeitet. Er hatte viele Lüftungsschlitze in der B-Säule. An der Fahrzeugfront war ein falscher Kühlergrill. Die Rückleuchten stammten vom Chevrolet Opala. Von diesen beiden Modellen entstanden etwa 55 Fahrzeuge.
1983 erschien der Savana. Er basierte auf der um 25 cm gekürzten Plattform vom Chevrolet Opala, hatte also einen Frontmotor mit Hinterradantrieb. Motoren mit 2500 cm³ Hubraum und 4100 cm³ Hubraum standen zur Wahl.